# Gele wikke
Gele wikke (Vicia lutea) is een eenjarige plant die behoort tot de vlinderbloemenfamilie (Leguminosae of Fabaceae). De voor Nederland zeldzame plant komt voor in Zuid-Limburg. De plant komt van nature voor in het Middellandse Zeegebied en is van daaruit door de mens verder naar het noorden verspreid.
De klimmende plant wordt 20-50 cm hoog. De evengeveerde bladeren hebben drie tot tien paar lijnvormige tot langwerpige blaadjes en aan de top een rank. De steunblaadjes zijn halfpijlvormig en hebben aan de onderkant een donkerbruine vlek.
Gele wikke bloeit van mei tot juli met lichtgele, vaak paarsachtig aangelopen, 2-3,5 cm lange bloemen. De kelktanden zijn zeer ongelijk en de onderste kelktand is langer dan de kelkbuis. De bloeiwijze is een tros.
De vrucht is een 2-4 cm lange, bruine tot zwarte peul. Op de peul zitten stijve op knobbeltjes zittende haarharen. De gladde zaden worden door dieren verspreid.
De plant komt voor in wegbermen en op dijken op vochtige, voedselrijke grond. 